# Mohammed Fayez
Mohamed Fayez (tiếng Ả Rập: محمد فايز; sinh ngày 6 tháng 10 năm 1989) là một cầu thủ bóng đá Các Tiểu vương quốc Ả Rập Thống nhất thi đấu cho Al Ain Club.
Fayez sinh ra ở Ghana. Là một tiền vệ, anh không tham gia Giải vô địch bóng đá các câu lạc bộ châu Á 2010.